# Die Spielhölle von Wyoming
Die Spielhölle von Wyoming ist ein US-amerikanischer Western von Regisseur Charles Barton aus dem Jahre 1937. Die Hauptrollen in dieser Produktion der Paramount Pictures spielten John Wayne und Marsha Hunt. Premiere hatte der Film am 10. Dezember 1937. Im Deutschen Reich kam der Film 1938 in die Kinos. Das Drehbuch basierte auf einem Roman von Zane Grey. Die künstlerische Leitung übernahmen Hans Dreier und Robert Odell.

## Handlung
Dare Rudd ist ein umherziehender Viehtreiber, der auf seinen Vetter Tom Fillmore, einen Viehbesitzer und Bankier trifft. Dieser bietet Dare Aufträge an, die dieser erst annimmt, als er Toms Bekannte Judy erblickt, in die er sich verliebt. Dare Rudd erledigt den Auftrag einen großen Viehtrieb durchzuführen, verliert jedoch das verdiente Geld an Falschspieler.